# Championnat de Mayotte de football 2022
Navigation
R1 2021 R1 2023
Le championnat de Mayotte de football 2022 ou championnat de Division 1 Régionale est la 32e édition de la compétition. La saison a débute le 28 mai et se termine le 17 décembre 2022.

## Participants

### Équipes participantes
| Club          | Dernière montée | Ville         | Classement 2021 | Stade                | Capacité |
| ------------- | --------------- | ------------- | --------------- | -------------------- | -------- |
| AS Rosador    | 2016            | Mamoudzou     | 3e              | Stade de Passamaïnty |          |
| FC Mtsapéré   | 2005            | Mamoudzou     | 2e              | Stade du Baobab      |          |
| ASC Kawéni    | 2017            | Mamoudzou     | 7e              |                      |          |
| AS Jumeaux    | 2014            | Bouéni        | 1re             |                      |          |
| Diables noirs | 2014            | Tsingoni      | 9e              |                      |          |
| USCEP Anteou  | 2019            | Bouéni        | 4e              |                      |          |
| AS Bandraboua | 2019            | Bandraboua    | 6e              |                      |          |
| AS Sada       | 2019            | Sada          | 8e              |                      |          |
| Tchanga SC    | 2017            | M'Tsangamouji | 5e              |                      |          |
| ASJ Kani-Kéli | 2022            | Kani-Kéli     |                 |                      |          |
| Bandrélé FC   | 2022            | Bandrélé      |                 |                      |          |
| ASC Abeilles  | 2022            | Mamoudzou     |                 |                      |          |

- Promu

## Compétition

### Classement
Source : Classement officiel sur le site de la FFF.
| Rang | Équipe          | Pts | J  | G  | N | P  | Bp | Bc | Diff |
| ---- | --------------- | --- | -- | -- | - | -- | -- | -- | ---- |
| 1    | FC Mtsapéré     | 49  | 22 | 14 | 7 | 1  | 46 | 16 | +30  |
| 2    | AS Jumeaux T    | 43  | 22 | 12 | 7 | 3  | 45 | 26 | +19  |
| 3    | ASC Kawéni      | 42  | 22 | 13 | 3 | 6  | 41 | 25 | +16  |
| 4    | AJ Kani-Kéli P  | 37  | 22 | 11 | 4 | 7  | 41 | 29 | +12  |
| 5    | Diables Noirs C | 31  | 22 | 8  | 8 | 6  | 31 | 28 | +3   |
| 6    | Bandrélé FC P   | 29  | 22 | 9  | 3 | 10 | 29 | 36 | -7   |
| 7    | ASC Abeilles P  | 27  | 22 | 8  | 3 | 11 | 36 | 49 | -13  |
| 8    | AS Rosador      | 26  | 22 | 7  | 5 | 10 | 27 | 29 | -2   |
| 9    | Tchanga SC      | 26  | 22 | 7  | 6 | 9  | 21 | 24 | -3   |
| 10   | AS Bandraboua   | 21  | 22 | 6  | 3 | 13 | 29 | 49 | -20  |
| 11   | USCP Anteou     | 19  | 22 | 5  | 4 | 13 | 19 | 35 | -16  |
| 12   | AS Sada         | 16  | 22 | 5  | 1 | 16 | 20 | 39 | -19  |

Abréviations
- T : Tenant du titre
- C : Vainqueur de la Coupe de Mayotte 2022
- P Promu de deuxième division :

## Bilan de la saison
Ce tableau retrace toute la saison 2022.
| Championnat de Mayotte de football 2022   |                          |
| Champion                                  | FC Mtsapéré (11e titre)  |
| Dauphin                                   | Jumeaux de Mzouazia      |
| Champion d'automne                        | FC Mtsapéré              |
| Coupes et trophées                        |                          |
| Vainqueur de la Coupe de Mayotte 2022     | Diables noirs de Combani |
| Vainqueur de la Coupe de France régionale | -                        |
| Qualifications continentales              |                          |
| Promotions et relégations                 |                          |
| Promus en Régionale 1                     | US Kavani                |
| Promus en Régionale 1                     | Foudre 2000              |
| Promus en Régionale 1                     | AJ Mtsahara              |
| Relégués en Régionale 2                   | Tchanga SC               |
| Relégués en Régionale 2                   | AS Bandraboua            |
| Relégués en Régionale 2                   | AS Sada                  |